# Karierne
Karierne (ukrainien : Кар'єрне, russe : Карьерное) est une commune urbaine de l'oblast de Kherson, en Ukraine. Elle compte 329 habitants en 2021.